# Kunsthal
Le Kunsthal (« Salle d'art » en néerlandais) est un musée de Rotterdam, inauguré le 31 octobre 1992.

## Historique
Le bâtiment a été conçu par l'architecte néerlandais Rem Koolhaas, également le designer, avec Yves Brunier, du parc des Musées de Rotterdam, dont fait partie le Kunsthal et qui comprend également le musée d'histoire naturelle de Rotterdam, le musée Boijmans Van Beuningen et l'Institut d'architecture des Pays-Bas (NAI). L'entrée du Kunsthal est sur le Westzeedijk.
Le Kunsthal n'a pas de collection permanente, mais organise une grande variété d'expositions temporaires. Le vaste espace disponible (3 300 m²) permet d'organiser plusieurs expositions en parallèle.

### Vol de tableaux en 2012
Le 16 octobre 2012, vers trois heures du matin (heure à laquelle la police a été alertée par l'alarme et est arrivée cinq minutes après son déclenchement), sept toiles (la Tête d'Arlequin de Pablo Picasso, La Liseuse en Blanc et Jaune d'Henri Matisse, le Waterloo Bridge et le Charing Cross Bridge de Londres de Claude Monet, Femme devant une fenêtre ouverte, dite la fiancée de Paul de Paul Gauguin, Autoportrait de Meyer de Haan et Woman with Eyes Closed de Lucian Freud) faisant partie de l'exposition de la collection de la Fondation Triton (nl) sont volées, ce qui en fait le vol d'œuvres d'art le plus important aux Pays-Bas depuis 1991 lorsque 20 tableaux avaient été dérobés au musée Van Gogh d'Amsterdam.
Les tableaux volés, assurés pour 18 millions d'euros, ont une valeur estimée entre 150 et 200 millions d'euros.
La police néerlandaise, en visionnant les images vidéo du musée les jours précédant le vol, suspecte rapidement Radu Dogaru et Adrian Pricop, deux jeunes Roumains de passage à Rotterdam et qui y ont déjà commis de petits vols. Voulant réaliser un gros braquage, ils ont choisi au hasard le Musée Kunsthal après avoir vu une affiche annonçant l'exposition de grands maîtres. En moins de trois minutes, ils emportent aléatoirement sept toiles ne devant pas dépasser 50 cm pour rentrer dans leurs sacs en raphia. Ne trouvant pas d'acheteurs, ils déposent les tableaux à Carcaliu, chez la mère de Radu Dogaru qui, après la visite de procureurs roumains, les a vraisemblablement brûlés afin de détruire les preuves matérielles pour éviter la prison à son fils. Les deux hommes et quatre autres complices roumains sont inculpés par le parquet de Bucarest. Cinq sont arrêtés en juillet 2013 et condamnés en novembre 2013, Radu Dogaru, décrit comme le « cerveau du vol », écopant de la peine de prison la plus lourde, six ans et huit mois de prison,.

## Collections et expositions
- Co Westerik (en)
- Edward Hopper
- Frank Stella
- Giorgio Morandi
- Katinka Lampe
- Tom Klaasen
- Jan Schoonhoven
- René Daniëls (en)
- Carolein Smit (en)
- Nicole Segers
- Henk Visch (nl)
- Karin et Ernst van Leyden, rétrospective-hommage, octobre 1999 - janvier 2000

## Galerie

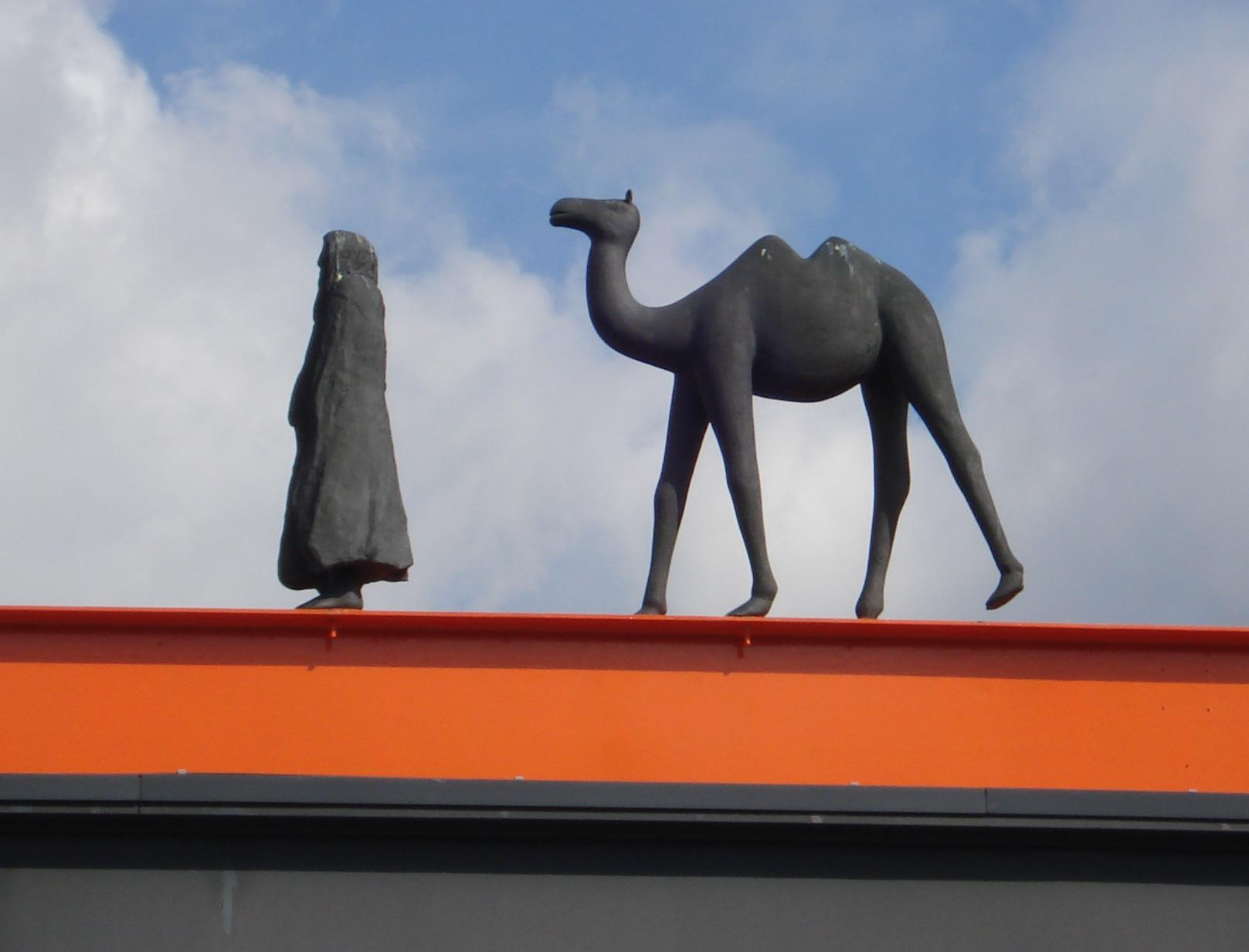
détail haut du musée
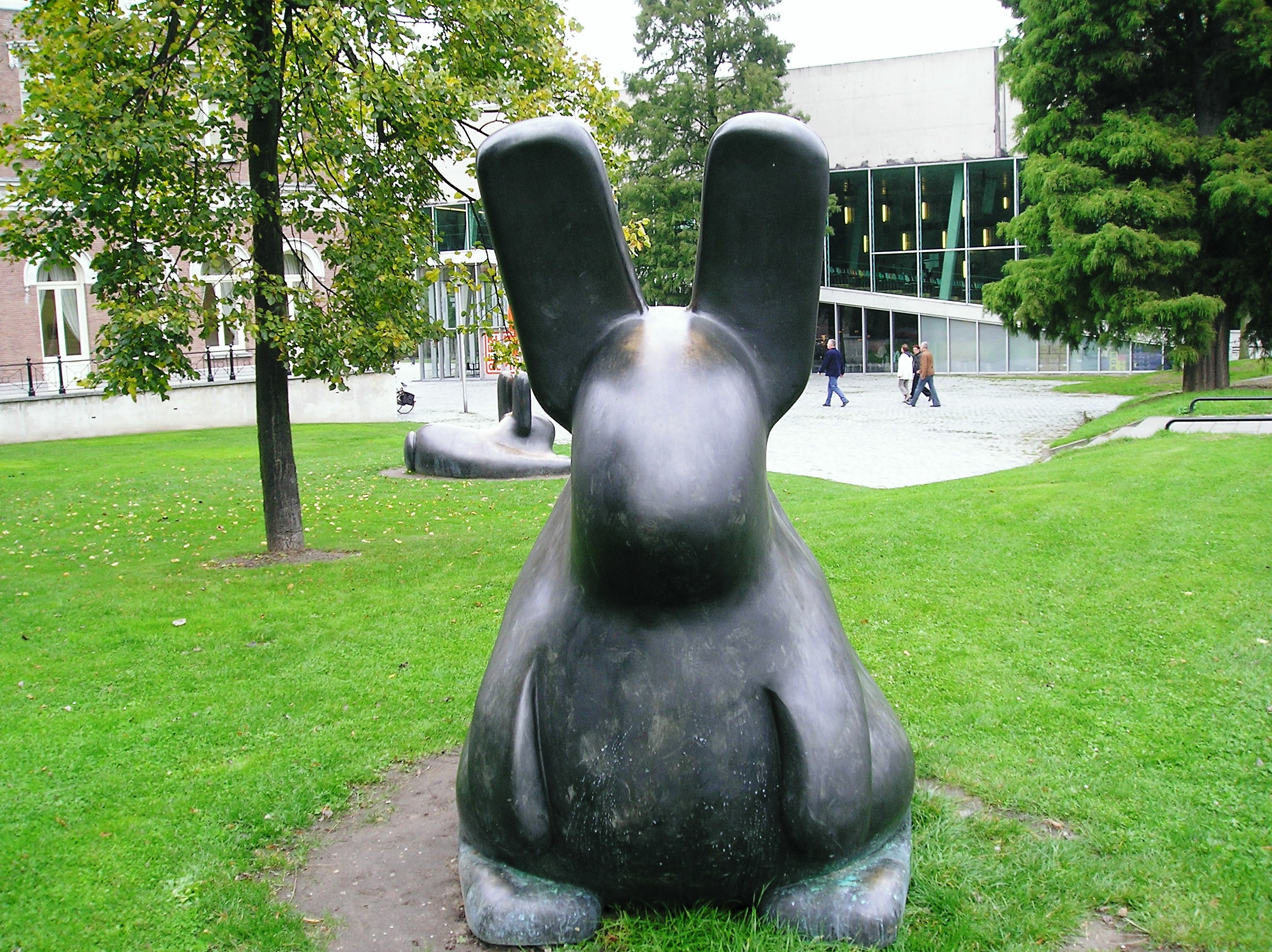
Sculpture dans le parc de Tom Klaasen
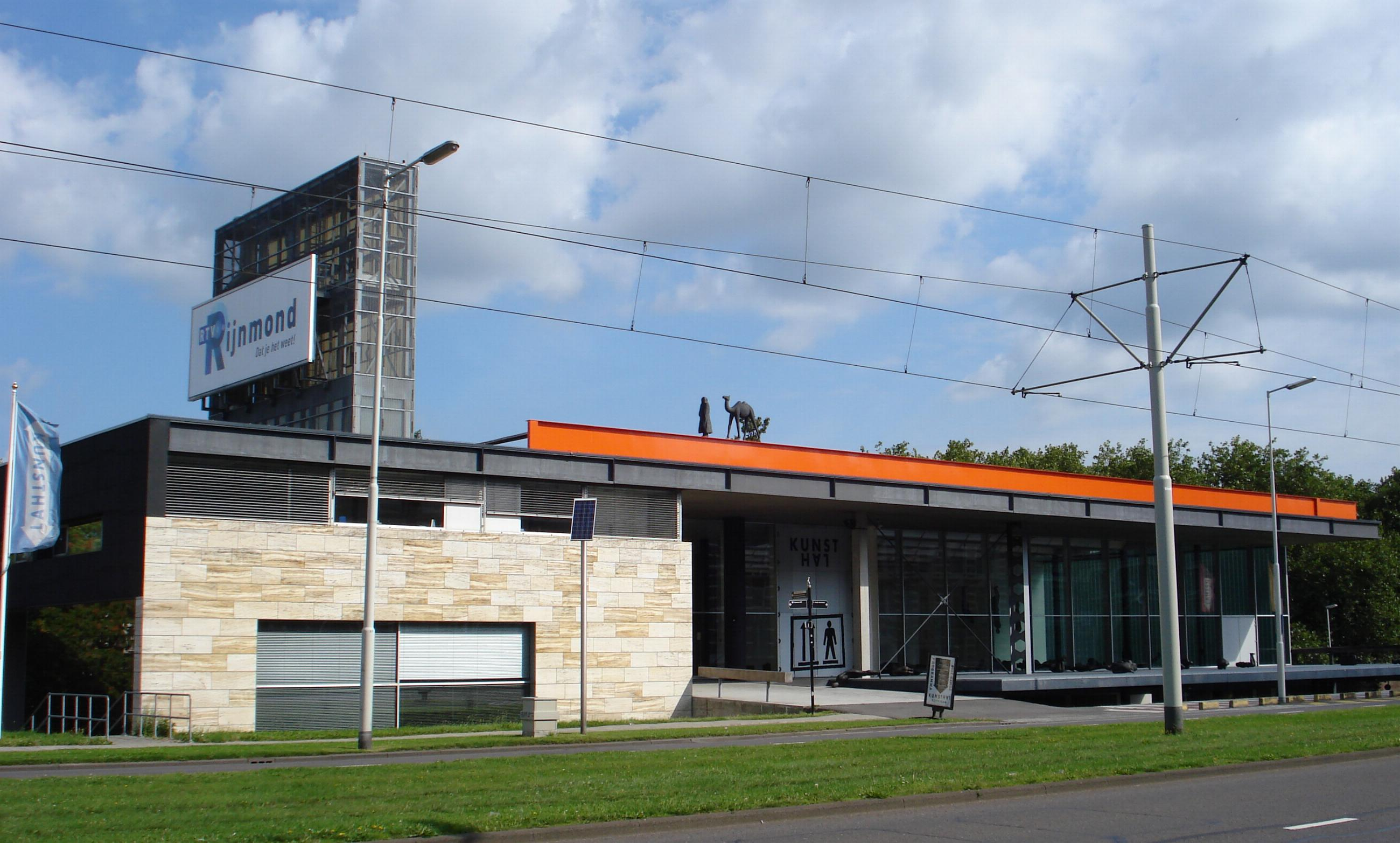
Vue